# 单轨系统
單軌系统簡稱單軌，是一種中运量的城市轨道交通系統，特點是使用的軌道为一条带形的梁体，车辆跨坐于其上或悬挂于其下:211。單軌系统的路軌一般以超高硬度混凝土製造，比普通鋼軌寬很多。單軌系统的車輛比路軌更寬。单轨相比普通铁路有较强的爬坡能力，转弯半径小，适合起伏较多的地形。此外，单轨系统噪音小，符合环保要求，安全可靠，同时又具有建设费用低廉、建设周期短、易于维护以及易于实现零部件本地化生产的优点。單軌系统主要應用在城市人口密集的地方，作为城市軌道交通系統的组成部分提供服务。亦有在遊樂場內建築的小型單軌作为架空游览车类游乐设施，專門運載遊人。
單軌系统不能利用軌道梁把電流回流，故只能採用侧向滑导线或軌道供電（供電及回流各一條）。

## 歷史

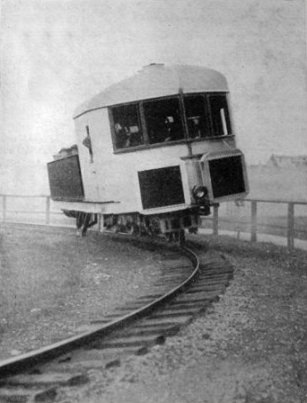
路易斯·布倫南的陀螺儀單軌列車

1820年，第一個單軌列車原型由伊凡·埃爾馬諾夫於俄羅斯製造。自19世紀初以來，人們一直在嘗試創建單軌鐵路來取代傳統鐵路。
1876年，百年單軌鐵路在費城國際博覽會上亮相，該鐵路由Roy Stone將軍發明。

## 種類
現代的單軌车辆由電動機推進，使用橡膠輪胎。輪胎會在路軌的上面及兩旁轉動，推動列車及維持平衡。早期單軌系統的設計不能使用轉轍器，讓列車運作上出現很多不便。現代的單軌系統多數已可使用轉轍器，讓車輛可以駛進不同的線路，而同一線路亦可作雙程行駛。

### 跨座式

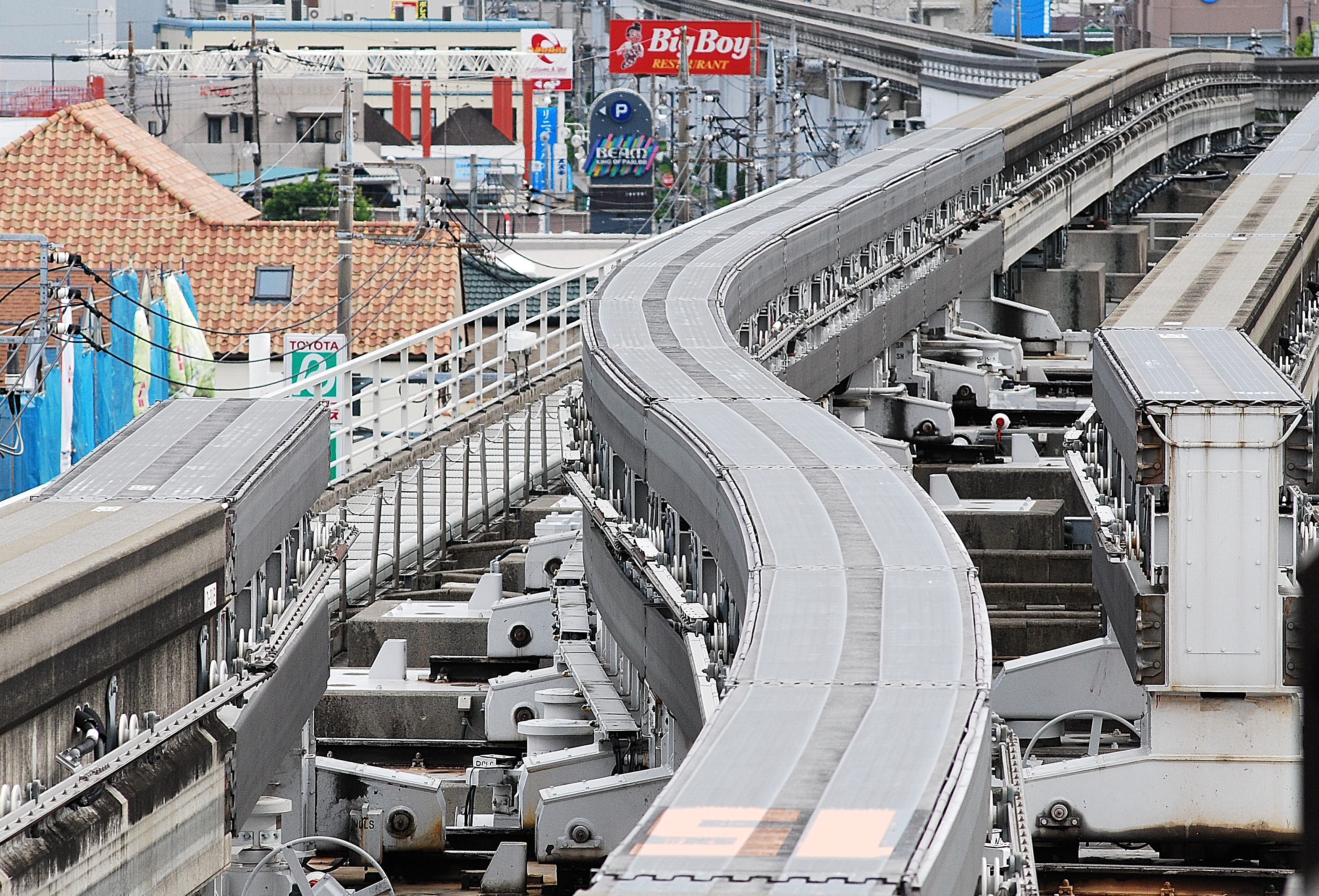
跨座式单轨铁路转辙器转辙完毕时的景象，可见到两旁的轨道悬空

列車跨座在軌道之上。最早由德國阿韋格（Alweg GmbH）發明。優點在於其逃生較容易解決，而且不易對地面的車輛與行人產生壓迫感和造成事故，乘客的安全感也較高。缺點是跟一般高架鐵道一樣會受天候如積雪等影響運行，也因為重心偏高，迴旋半徑也不可太小，轉轍器也較複雜。此技術造價較低，現今使用國家城市也較多。

### 懸掛式
列車懸掛在軌道之下。最早由法國管理學及商務研究有限公司發明，出現時間比跨座式單軌還早，在中國大陸也被稱之為“空軌”或“空铁”，乃“空中軌道”或“空中铁路”之簡稱。優點在於其重心位於軌道下方，轉彎的穩定性較佳，可以使迴旋半徑變小，轉轍器的結構設計也比較簡單，適合在較曲折且空間受限的路線，而且部分採用軌道內嵌設計的有抗天候問題的優勢，特別是易下雪的地區其軌道不易積雪或結冰而受影響。缺點是跟架空索道一樣行駛易對地面的車輛與行人產生壓迫感，不僅震動得很厲害，而且也容易發生事故，此外其逃生也不易，此技術造價較高，現今使用國家城市也較少。

## 優點與缺點

### 優點
- 所佔空間小。不單是线路结构窄，且可架設在其它道路上方，垂直空間亦較小[2]:212。單軌所需的寬度主要由車輛的寬度決定，與軌距無關。且單軌系统多數以高架興建，地面上只需很小的空間建造承托路軌的橋墩。
- 相比其他架空鐵路，單軌所佔的空間較小，較不影響視線。
- 單軌使用橡膠輪胎在混凝土路軌上行走，噪声较低[2]:212。
- 單軌车辆的攀爬能力较强，且可通过较小半径的曲线，因而可建在复杂的地形上，并减小建设所需的拆迁量[2]:212。
- 單軌因為在自己的軌道上行走，拥有全程A级路权，與其他交通工具及行人分開，因此比其他在路面上行走的交通制式安全。跨座式單軌車輛以車身包圍路軌，因此不容易出軌。
- 單軌的造價及維修價格比地铁低。

### 缺點
- 必須另外興建軌道。
- 對於地面而言，單軌所佔的空間較地鐵多。
- 除日本外，單軌的路軌沒有大小標準。
- 道岔结构较为复杂，转换时间长[2]:212。
- 橡胶轮胎与混凝土轨面之间的摩擦力显著大于钢轮钢轨系统，使得单轨系统能耗更大，且会产生轻度粉尘[2]:213。
- 如果出現緊急情況，疏散和救援比较困难[2]:213。車的兩旁沒有可站立的路軌，而且離地面很高。頭尾兩端的路軌亦很窄。有些單軌系统因此在路軌的兩旁建有可供人行的緊急通道。重庆轨道交通3号线全程在两条轨道之间的下方位置铺设钢制的逃生通道，用于解决该问题，日本甚至研發了一種特殊的逃生隧道供給自己國家的單軌路線使用，原理類似於的隧道式的螺旋溜滑梯，只要將其攤開，再將一端拋於地面上，再直接鑽入隧道溜下來即可逃生。
- 亦有人擔心單軌系统的速度及載客量及不上其他系統。不过少数单轨如日本、中国重庆的单轨部分区段达到了75Km/h的最大营运速度，已与部分地铁的运营速度相近。

## 各國的單軌系統

### 歐洲
- 德國

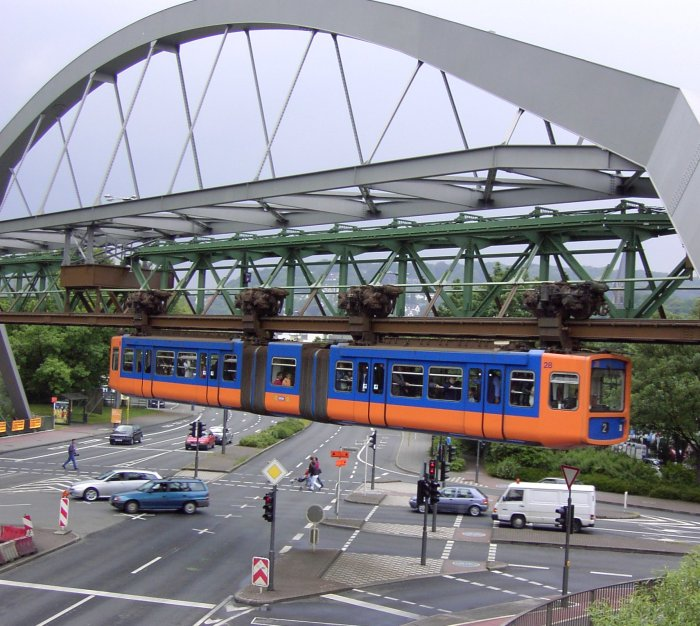
德國伍珀塔爾空鐵

  - 伍珀塔爾：伍珀塔爾空鐵於1901年啟用，是仍然在運作中的全電動單軌系統中歷史最悠久者。採用獨特的鋼軌懸掛式列車來運行。管制期为1900年10月24日至今。
  - 德勒斯登：德勒斯登懸空列車（德语：Schwebebahn Dresden）是同樣於1901年通車，啟用時間稍晚於烏帕塔的系統。雖然兩者都是懸掛式單軌系統，但德勒斯登的懸浮列車有兩點與烏帕塔不同，其一是它是用於攀登山坡的短程路線；其二是德勒斯登的列車本身並不具有電力驅動的能力，而是靠位於山頂的纜車站以鋼索牽引，所以亦屬於纜車的系統類型。

- 俄羅斯

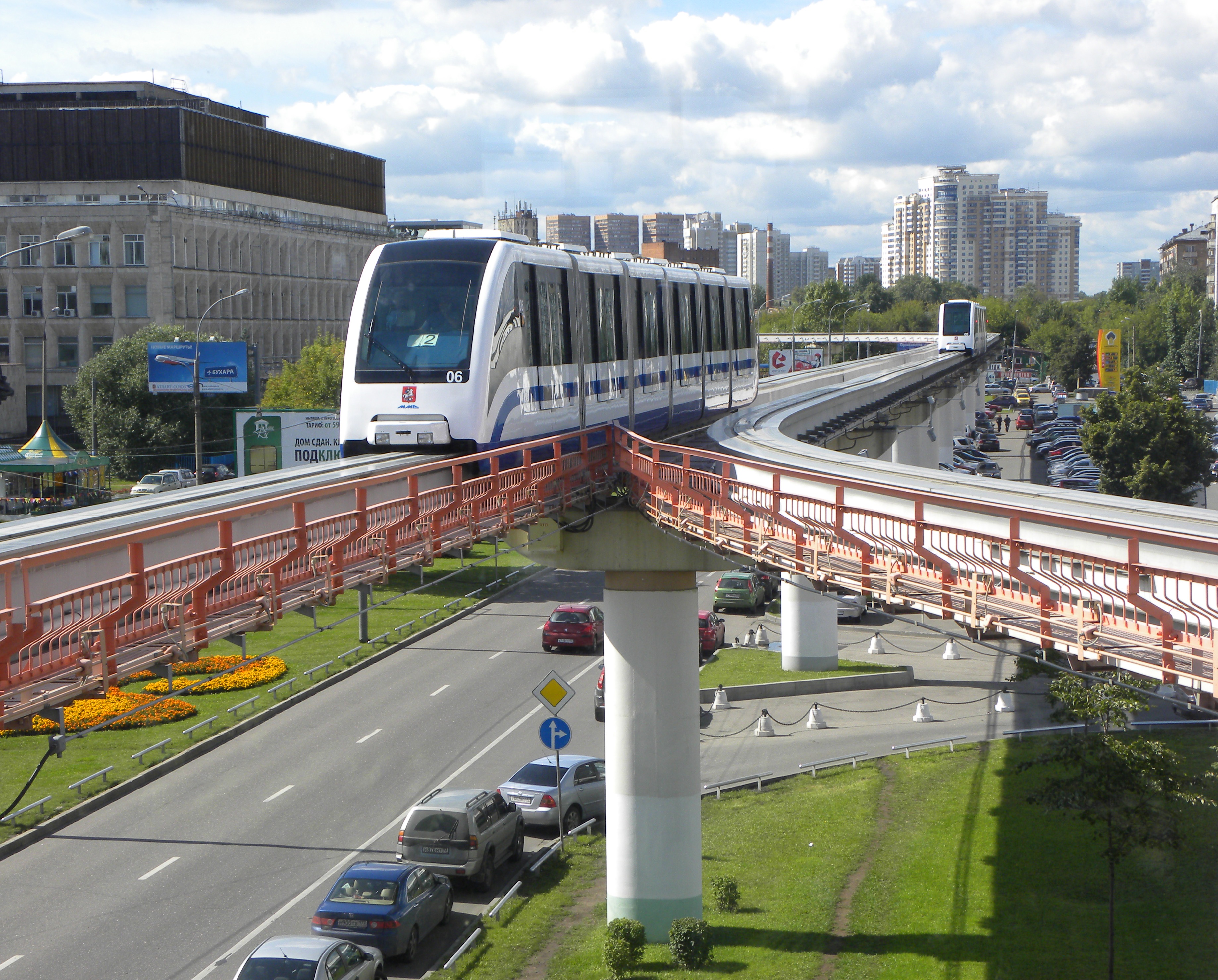
俄羅斯莫斯科單軌鐵路于2004年開始試營運，2008年才正式啟用

  - 莫斯科：莫斯科單軌鐵路（羅馬化：Moskovskaya Monorelsovaya Transportnaya Sistema）全長4.7（2.9英里），是俄羅斯首都莫斯科的一個單軌系統。莫斯科單軌鐵路計劃開始於1998年，並在2004年11月20日開始實驗開通，在2008年1月10日開始正式開通[4]。莫斯科單軌鐵路由莫斯科地鐵運營[5]。

### 美洲
- 巴西

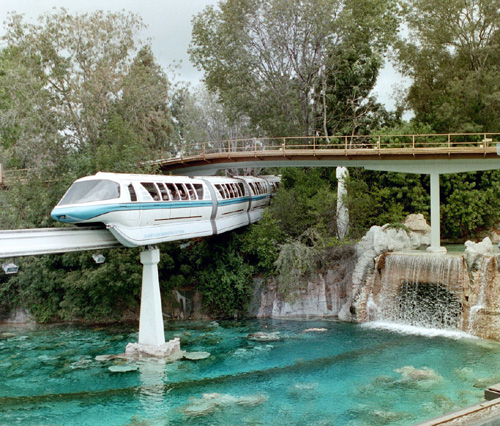
迪士尼樂園單軌電車系統

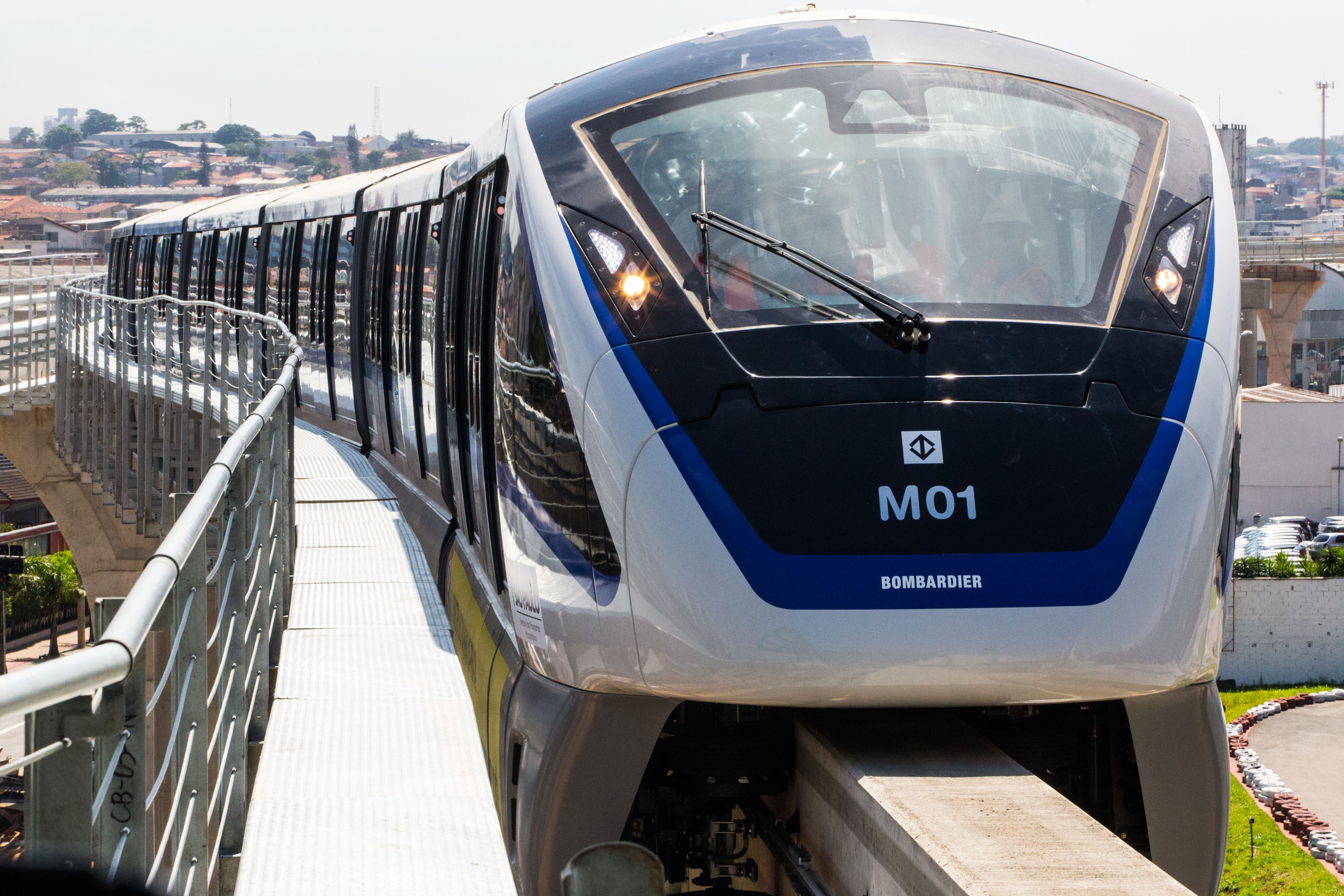
聖保羅地鐵15號線是世界上首個使用龐巴迪Innovia單軌列車300的系統

  - 聖保羅：聖保羅地鐵15號線於2014年通車。
- 美國
  - 加州迪士尼樂園度假區中的迪士尼樂園單軌電車系統，及佛羅里達州華特迪士尼世界度假區中的華特迪士尼世界單軌電車系統，每年載客量超過500萬人次。
  - 拉斯維加斯：拉斯維加斯單軌電車於2004年全線通車，是一條連結拉斯維加斯大道沿線各賭場及會議中心的單軌系統。
  - 西雅圖：西雅圖中心單軌電車（英语：Seattle Center Monorail）於1962年通車。

### 亞洲
- 中國大陸
  - 城市轨道交通

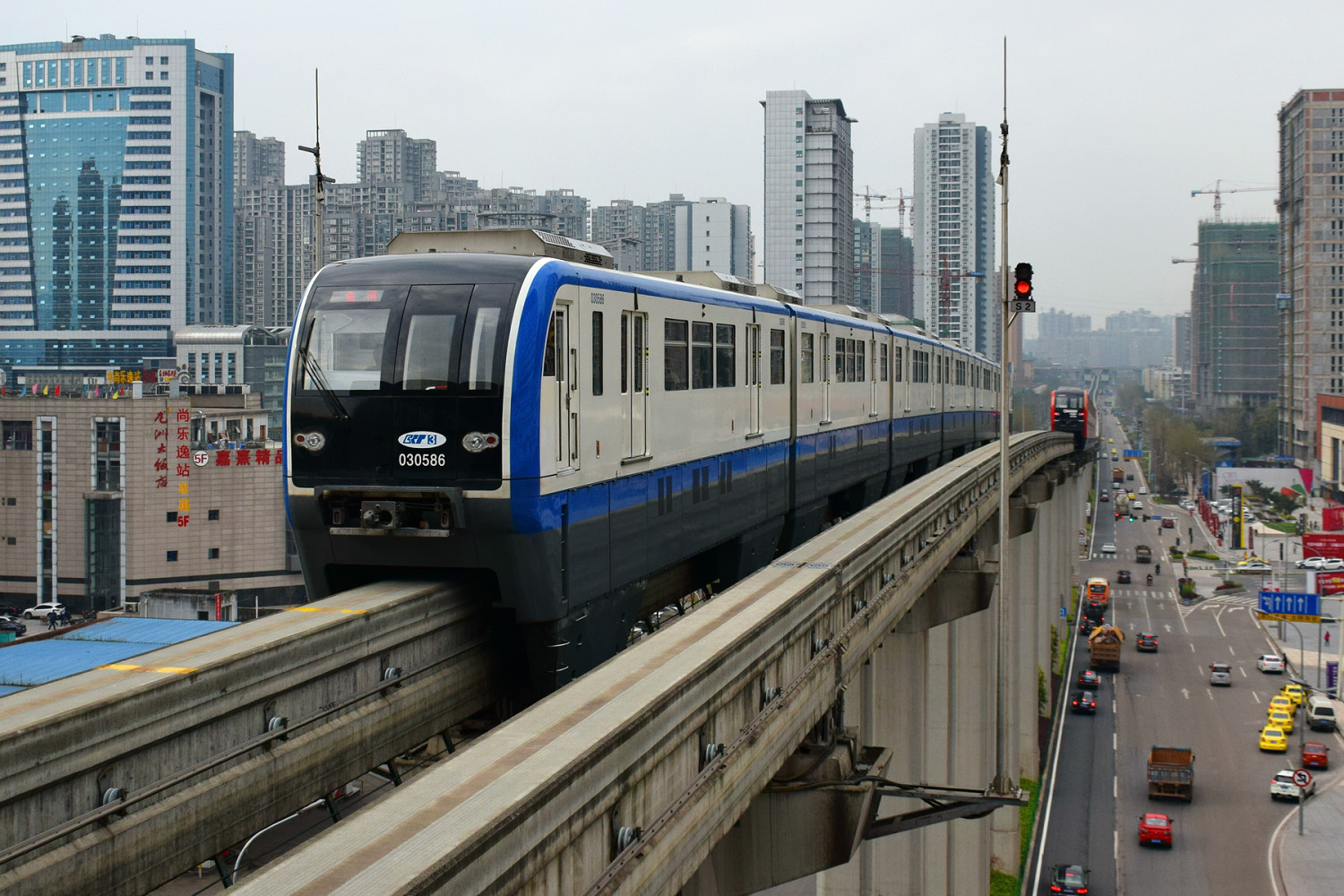
重庆轨道交通拥有世界上最长、最繁忙的单轨系统，其中3号线是最长、最繁忙的线路

    - 重慶：市內有兩條跨座式單軌线路，其中重慶軌道交通2號線於2005年正式運營，在兩條軌道之間設有乘客緊急通道的重慶軌道交通3號線於2011年9月底開始載客運營。
    - 芜湖：芜湖轨道交通1号线、2号线分别于2021年11月3日、2021年12月28日开始载客运营。
    - 武汉：悬挂式单轨线路光谷空轨2023年建成。
    - 银川：银川花博园云轨环线长5.67公里，在2017年9月开通运营。

  - 大型游乐设施
    - 西安：曲江旅游单轨线，位于曲江新区，为曲江新区旅游配套项目，线路起于环塔东路，沿线经大雁塔北广场、雁塔南路、雁南二路、曲江池内环湖路、北池头一路、芙蓉东路，止于广场东路，全长约9.3公里。运行模式为单轨单向环路通行。项目机车采用电力驱动、橡胶轮运行，每列机车配置6节车厢，每节车厢满载8人，每列机车满载为48人[6]。
    - 深圳：连接华侨城内锦绣中华、世界之窗、欢乐谷几个旅游度假区的欢乐干线。
    - 宁波：罗蒙环球乐园（英语：Romon U-Park）的罗蒙列车。
    - 桂林：芦笛岩芦笛景区丛林穿梭车
    - 张家界：十里画廊观光电车
    - 靖安县：三爪仑国家森林公园神奇大峡谷——森林高架轻轨[7]
    - 六盘水旅游单轨，连接海坪彝族文化园与玉舍国家森林公园，于2019年载客运营。[8]其螺旋观景段轨道经英国世界纪录认证公司认证为最高的螺旋盘升跨坐式单轨桥[9]。
    - 遵义习水：于2020年载客运营。[10]
    - 海南陵水：环海观光小火车，于2021年载客运营。[11]

- 日本
  - 東京都
    - 東京單軌電車
    - 上野動物園懸吊式單軌
    - 多摩都市單軌電車

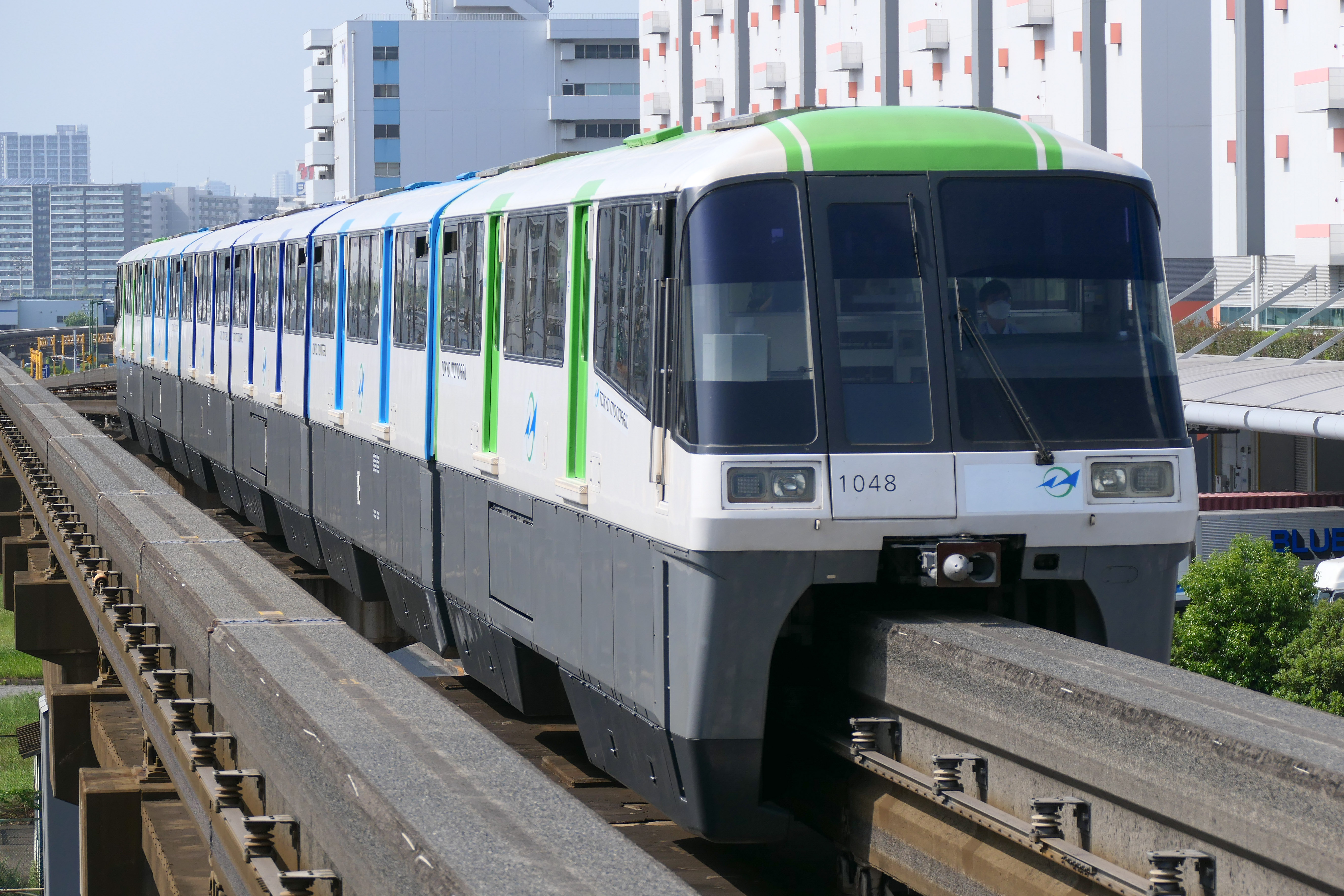
东京单轨電車

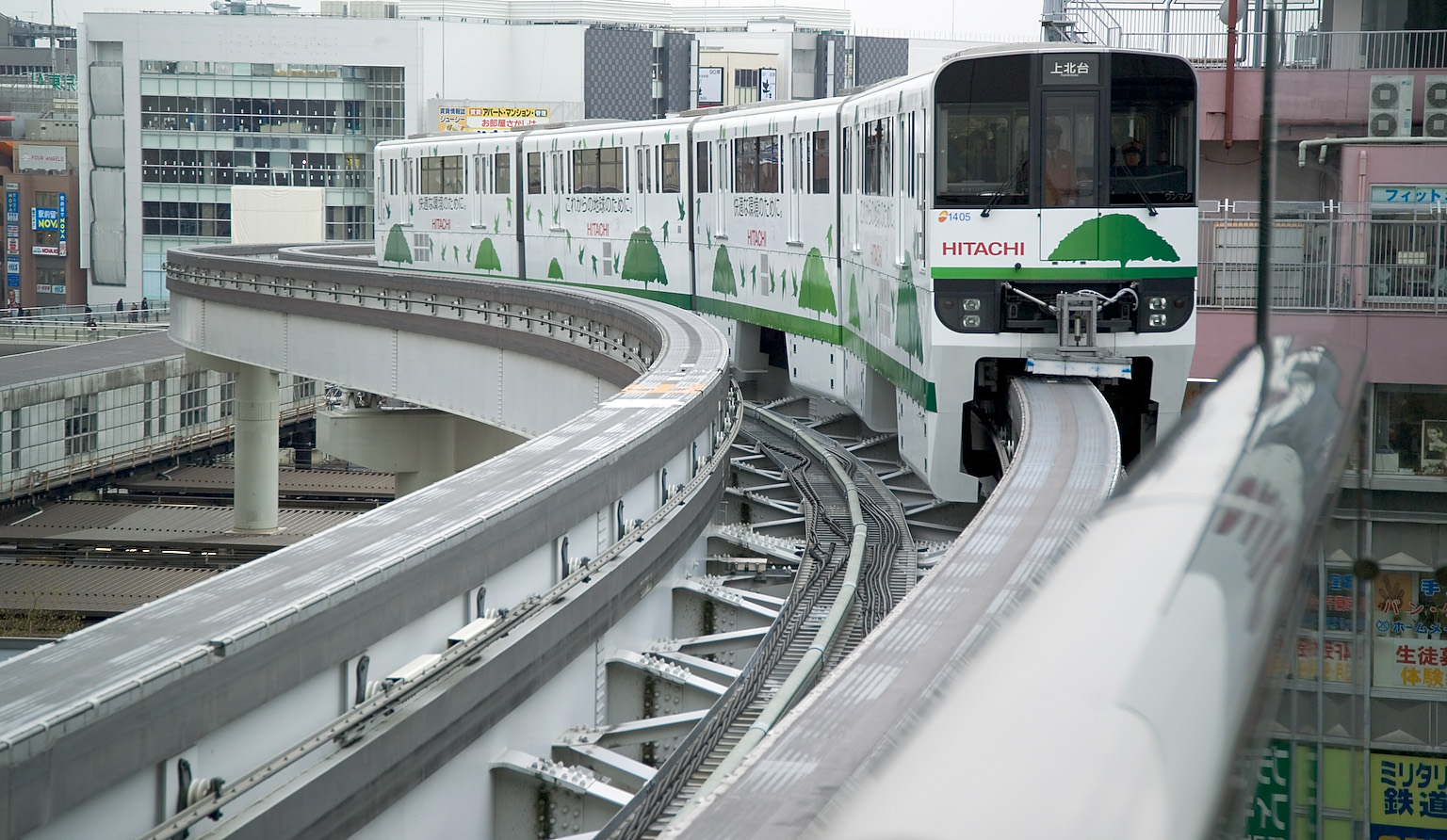
日本東京都多摩都市單軌電車多摩都市單軌電車1000系電聯車（多摩モノレール1000系）

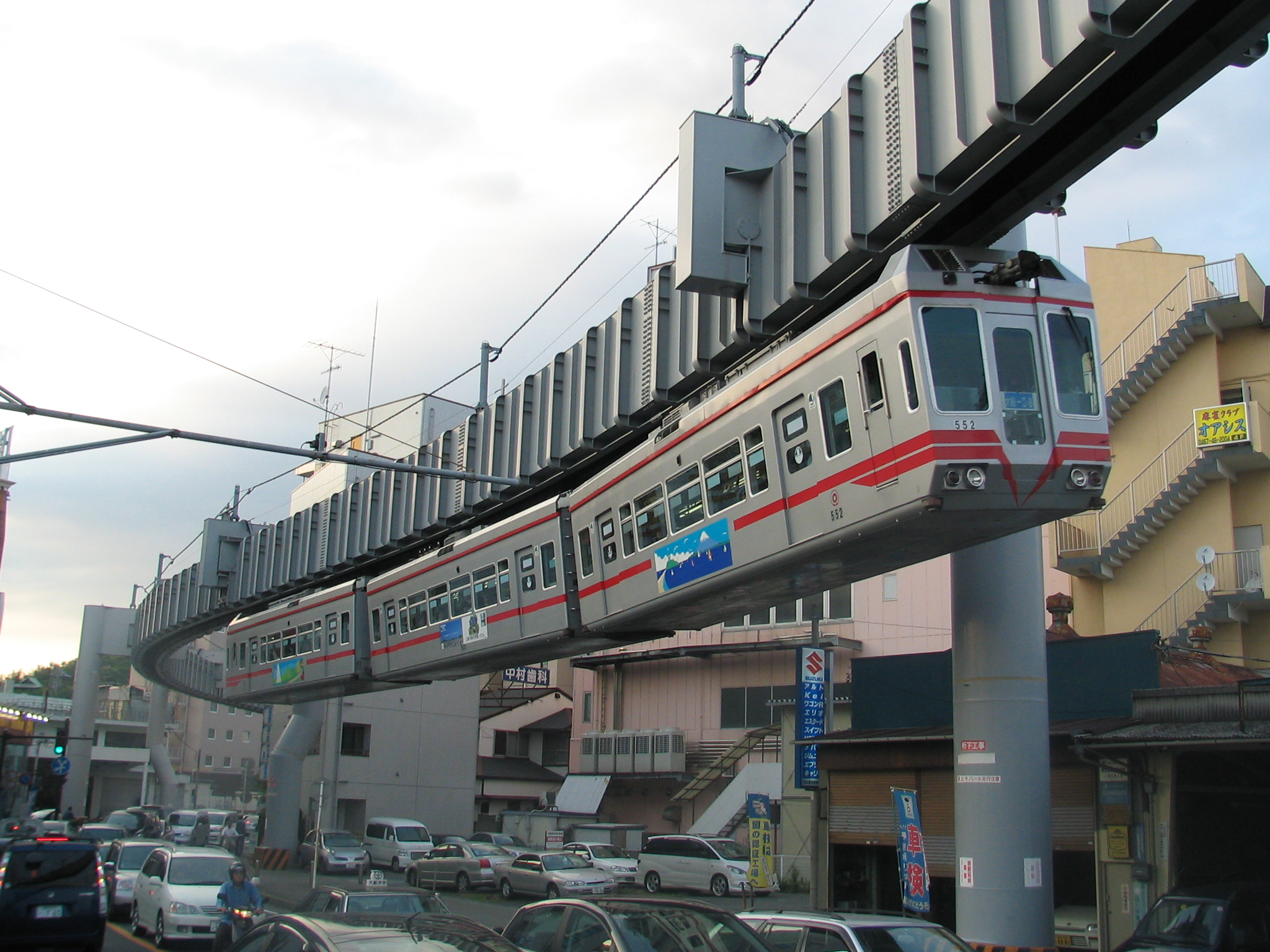
日本神奈川縣湘南單軌電車的懸掛式系統

  - 大阪府：大阪高速鐵道，一般又習稱為「大阪單軌電車」
  - 千葉縣
    - 千葉都市單軌電車
    - 迪士尼度假區線，提供東京迪士尼度假區內各區域連接

  - 神奈川縣：湘南單軌電車
  - 廣島縣：廣島短距離交通瀨野線
  - 福岡縣：北九州高速鐵道
  - 沖繩縣：沖繩都市單軌電車

- 南韓
  - 仁川：月尾海洋列車
  - 大邱：大邱都市鐵道3號線

- 台湾

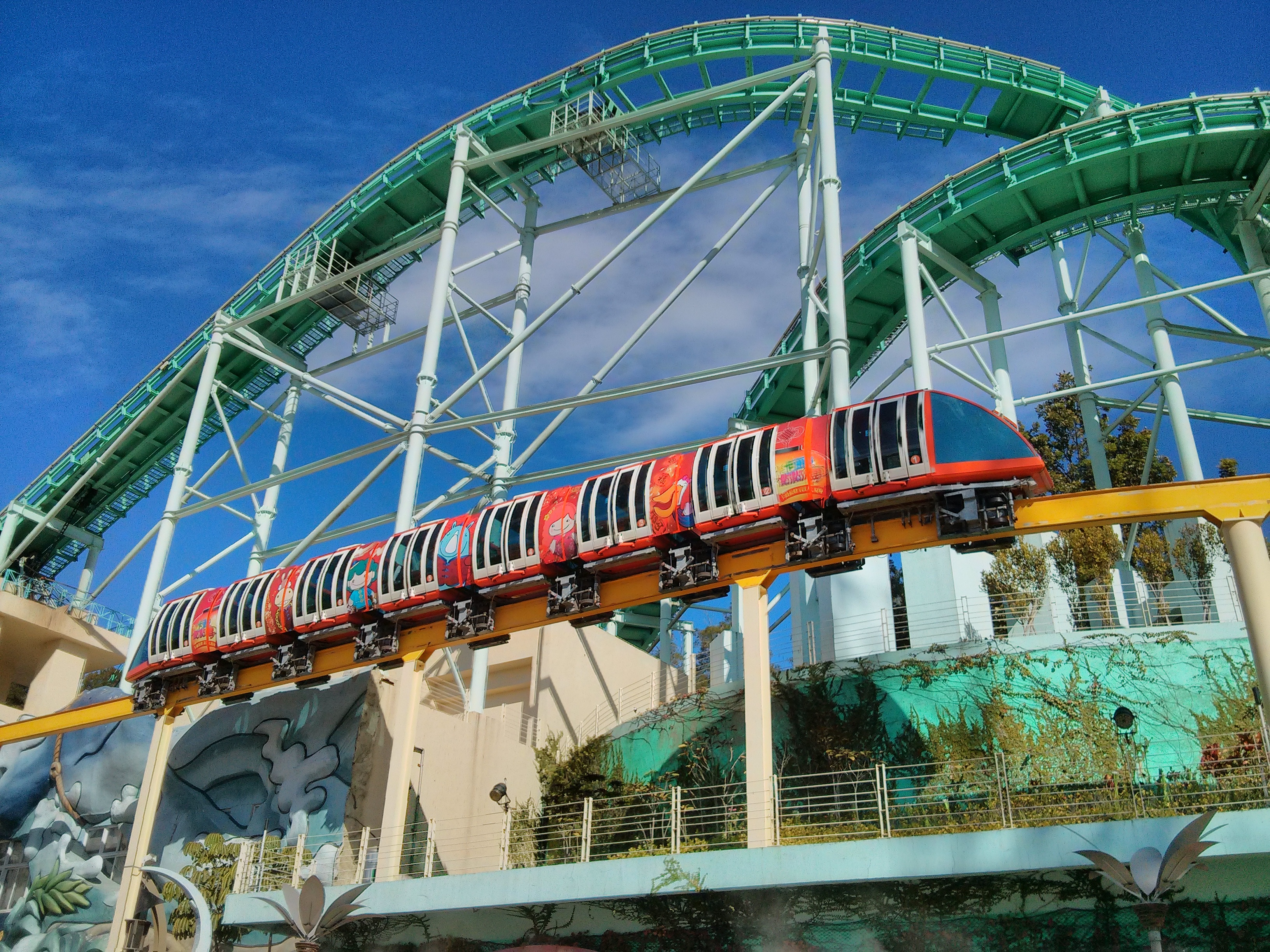
台湾高雄義大遊樂世界的城堡列車

  - 臺北市：臺北市立兒童新樂園單軌列車，提供園內連接，別名「銀河號」
  - 南投縣：九族文化村單軌列車，提供園內連接
  - 高雄市：義大世界城堡列車，提供園內連接

- 馬來西亞
  - 吉隆坡：8吉隆坡單軌列車主要是連接市中心的主要景点，每年乘客流量超過兩千萬人次。
  - 马六甲市：马六甲单轨列车（英语：Melaka Monorail）主要主要是用于观光用途，轨道建立在马六甲河旁，于2017年末重新启用。

- 新加坡
  - 聖淘沙：聖淘沙捷運連接港灣和聖淘沙的單軌线路。另有聖淘沙單軌列車，但已於2005年被聖淘沙捷運取代。
  - 裕廊飛禽公園遊覽單軌車

- 印度
  - 馬哈拉施特拉邦：孟買單軌列車

- 泰國
  - 曼谷：曼谷捷運黃線、粉紅線

另外香港早期也有單軌電車在於荔園及啟德遊樂場裏。

### 大洋洲
- 澳洲

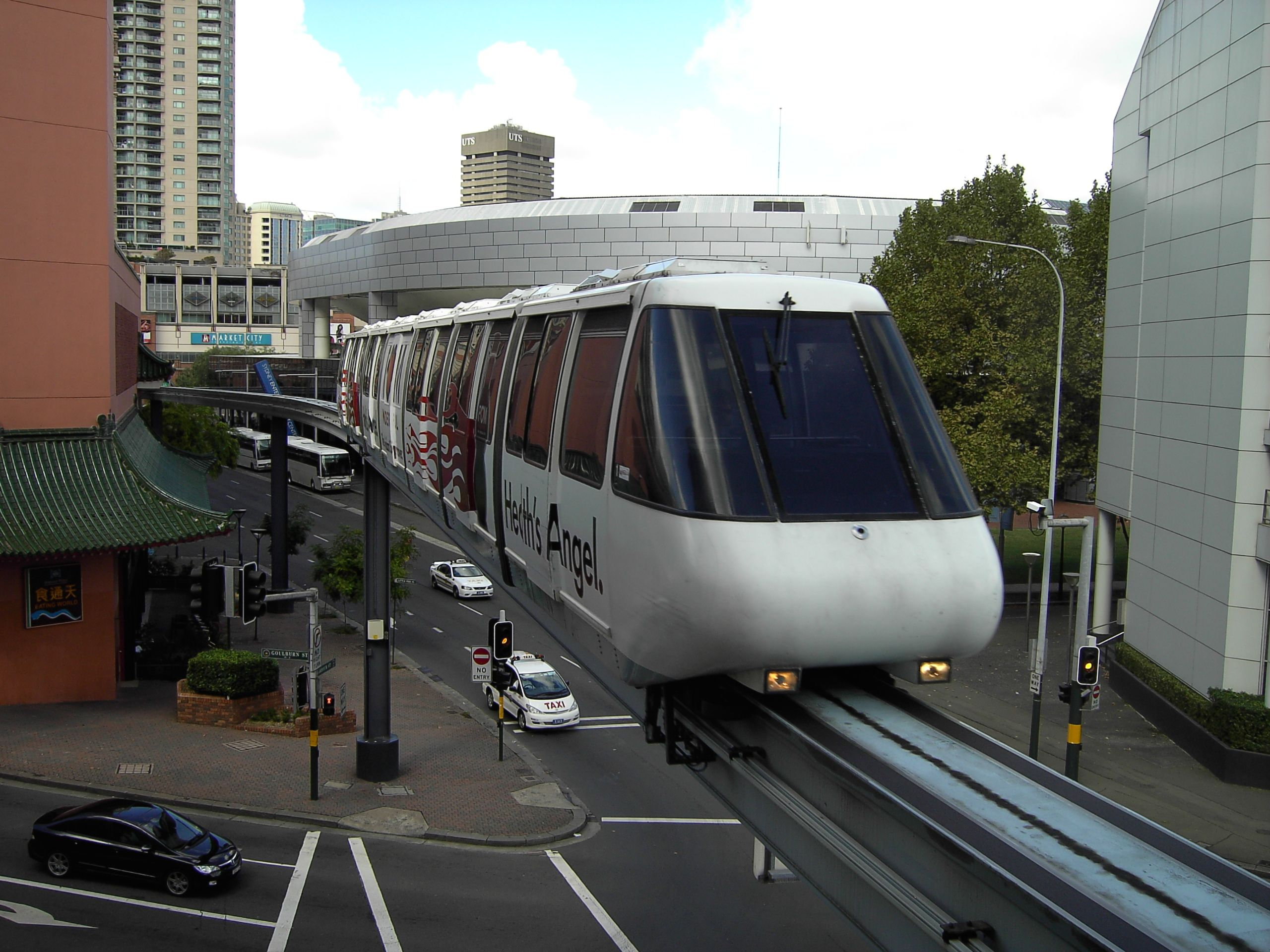
澳洲悉尼單軌電車（已拆除）

  - 悉尼：悉尼單軌電車穿梭於達令港及市中心，主要為遊客使用，因使用率低，最終決定拆除[12]。
  - 黃金海岸：海洋世界單軌電車系統（英语：Sea World Monorail System）與布羅德海灘（英语：Broadbeach, Queensland）單軌電車線。

### 興建中
- 中國大陸
  - 广西壮族自治区柳州轨道交通于2016年底动工兴建，一期工程包括1号线与2号线。其中1号线柳州站附近路段已于2018年开始施工，连接柳江区和尚琴，2号线连接柳北区的香兰新村和柳江区的白莲机场。
  - 四川省广安轨道交通一期工程又名邓小平故里云轨旅游示范线，于2017年2月开始建设，2018年工程基本完工[13]，惟通车时间多次推迟。
  - 桂林：连接临桂区的桂林两江国际机场和象山区的桂林站的云轨预计于2019年7月开工，线路全长29.27千米，共设车站13座。
  - 上海：位于宝山区的空铁宝山示范线，2023年5月一期工程基本建成，6月开始进行调试
- 泰國
  - 曼谷在泰国大众捷运管理局牵头下，于2017年7月与2018年3月先后开工曼谷单轨铁路粉红线及曼谷单轨铁路黄线工程，并计划于2022年底前开通有关线路。[14]
- 義大利
  - 博洛尼亚马可尼快线线路全长5公里，于2015年动工。
- 巴西
  - 圣保罗地铁17号线采用单轨系统，工程于2012年4月开工。原定于2014年國際足協世界盃开幕前完工，但工程未能按时完工，开通日期推迟到2021年或2022年。
- 埃及
  - 开罗单轨铁路（阿拉伯语：مونوريل القاهرة）是目前正在埃及开罗建设的、由两条线路组成的单轨快速交通系统，这将是世界上最长的无人驾驶单轨铁路系统。 两条线路将新行政首都和十月六日城与开罗大都市区连接在一起。

### 规划中
- 中國大陸
  - 遼寧省沈阳市有计划修建单轨铁路连接棋盘山风景区各景点（包括东陵公园、世博园及秀湖等）[15]。
  - 江苏省苏州市的滨湖新城单轨将于2013年初开始建设[16]。
  - 吉林省吉林市计划修建跨座式单轨用于市内的公共交通[17]。
  - 河南省郑州市的郑东新区将建两条跨坐式单轨，一条为龙湖线，沿中环路呈环状敷设，计划为双线。一条为如意线，连接正副CBD，计划为单线。在如意东路站交叉，规划采用付费区共用站厅换乘[18]。
- 台灣
  - 臺南市政府交通局宣布台南捷運決定為跨座式單軌。
- 馬來西亞
  - 14布城单轨目前仍在初步研究阶段，无确切日期，也可能建造电车代替。
  - 大槟城城市轨道交通预计将建设3条单轨铁路，分别是槟岛北岸的丹绒道光线、槟岛中心的亚依淡线以及威省北海至大山脚的单轨线。[19]
- 越南
  - 胡志明市地鐵將興建兩至三條單軌線路或輕軌線路，全長37公里。
- 泰國
  - 曼谷当地单轨系统规划则包括棕线、灰线、蓝线、挽浦素万那普线。

## 外部連結
- The Monorail Org（页面存档备份，存于）